# 8:10 PM
『8:10 PM』（はちじじゅっぷんピーエム）は、THE 野党の1作目のオリジナルアルバムである。2011年2月9日発売。

## 概要
- 湘南乃風のメンバーSHOCK EYE、ポルノグラフィティの新藤晴一、トラックメイカーの篤志が結成したユニット「THE 野党」のデビューアルバム。
- オリコン週間アルバムチャートで最高5位を記録。
- DVD付き初回限定盤と通常盤の2種でのリリースである。通常盤初回仕様には「THE野党ロゴステッカー」が封入された。
- 作詞作曲の名義は全て「THE 野党」になっている。
- 女性コーラスには吉井レインが起用されている。

## 収録曲
CD
1. First H.S.A
2. WHO AM I?
「頭で考えるよりも行動に移した方がいい」というSHOCK EYEの経験談と、「trial and error（試行錯誤）」という言葉を元に書いた曲[2]。
結成するかしないかのタイミングですでに出来上がっていた[3]。
プロモーション用にPVが制作された。
3. 平成航路
4. RAKUEN
プロモーション用にPVが制作された。
5. Calling Me
6. Freddy
7. Download Her
篤志がトラックを、SHOCK EYEがメロディを作り、新藤が初めてそれを聴いた時にイメージした“青白い光”を元に歌詞を書いていった[2]。
8. 月狐
9. Another〜PM11:00〜
10. 荒野まで
11. WILD COLOR
12. 罠HOTEL
13. Where is love?
14. アンクルミュージック
レゲエのマナーで展開していく、一味違った「中高生が鼓舞するような」ハイスクールロック[2]。演奏時間が8分10秒となっている。

DVD
初回生産限定盤のみに付属。
1. WHO AM I?（Music Video）
2. RAKUEN（Music Video）

## 演奏
- SHOCK EYE：Dee-Jay
- 新藤晴一：ギター、ボーカル (#6)、コーラス (#9)
- 篤志：トラックマネージャー
- 松永俊弥：ドラムス (#2.10.11.13.14)
- 沢田浩史：ベース (#2.10.11.13.14)
- JUNKOO：ピアノ (#7.13)
- 吉井レイン：コーラス (#7.11)
- 中村勇介 from ghostnote：シンバル (#4)